# Хайлсброн
Хайлсброн (на немски: Heilsbronn е град с 9089 жители (към 31 декември 2012) в район Ансбах в Средна Франкония в Бавария (Германия). Намира се между градовете Нюрнберг и Ансбах.
През 8 век франкът Хахолд основава селището Хахолдесбрун. През 1132 г. граф Рапото фон Абенберг основава манастир Хайлсброн и селището започва да се казва Халсбрун. Катедралата на манастира е между 1297 и 1625 г. гробницата на франкските Хоенцолерни.